# Wils Ebert
Willy Karl (Wils) Ebert (* 17. April 1909 in Obercunnersdorf; † 24. Juni 1979 in Berlin) war ein deutscher Architekt, Stadtplaner, Designer und Hochschullehrer.

## Leben

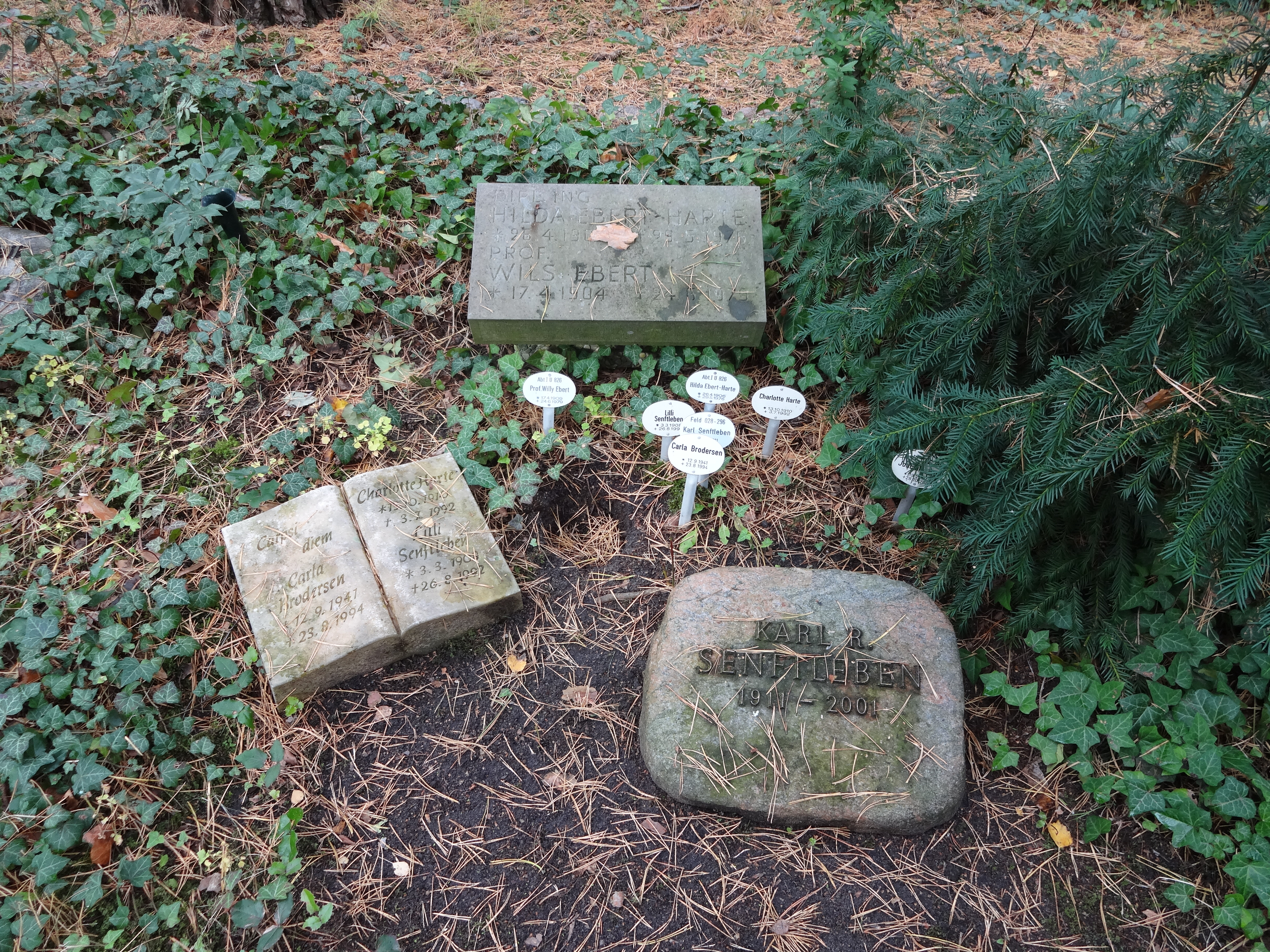
Grabstätte (mit Geburtsjahr 1904)

Nach einer handwerklichen Ausbildung als Schlosser und Dreher folgte von 1929 bis 1933 ein Studium am Bauhaus Dessau. 1933–1934 schloss sich eine Mitarbeit im Büro von Walter Gropius an, anschließend eine freiberufliche Tätigkeit. Er war Mitglied des Deutschen Werkbundes.
1938 übernahm Ebert das Büro von Ludwig Hilberseimer, der in die USA emigriert war.
Von 1941 bis 1945 war Wils Ebert bei der Mineralöl-Baugesellschaft mbH in Berlin dienstverpflichtet.
Von 1945 bis 1949 war er Leiter des Hauptamts für Planung beim Magistrat von Berlin und Assistent an der Technischen Hochschule Berlin bei Hans Scharoun, der Ebert auch in späteren Jahren förderte.
1960 trat Ebert als Mitinitiator des Bauhaus-Archivs in Erscheinung. Von 1963 bis 1974 lehrte er als ordentlicher Professor an der Hochschule für bildende Künste in Berlin (heute Universität der Künste Berlin). Er ist auf dem Waldfriedhof Zehlendorf bestattet.

## Werk, Beteiligungen

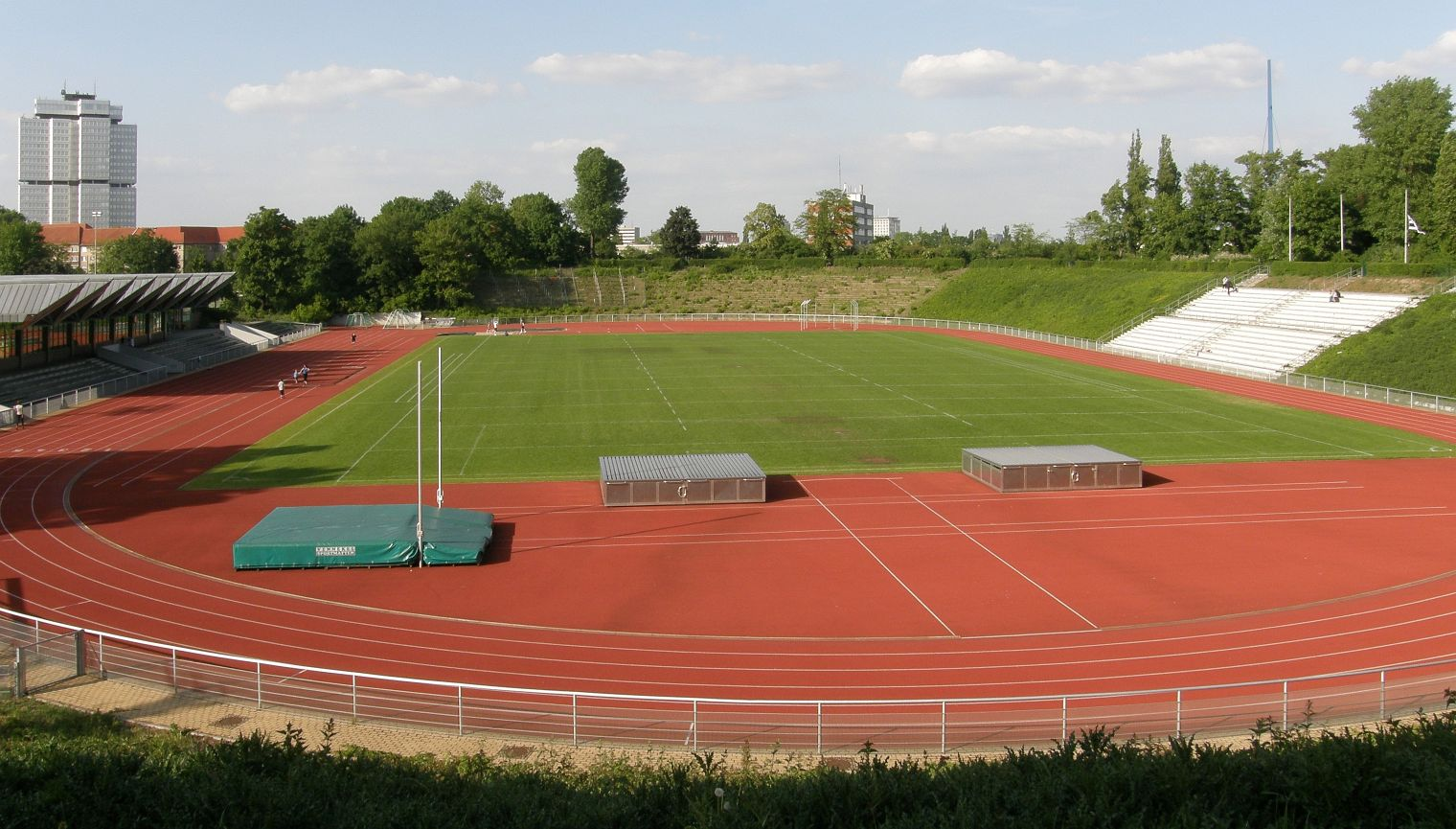
Stadion Wilmersdorf

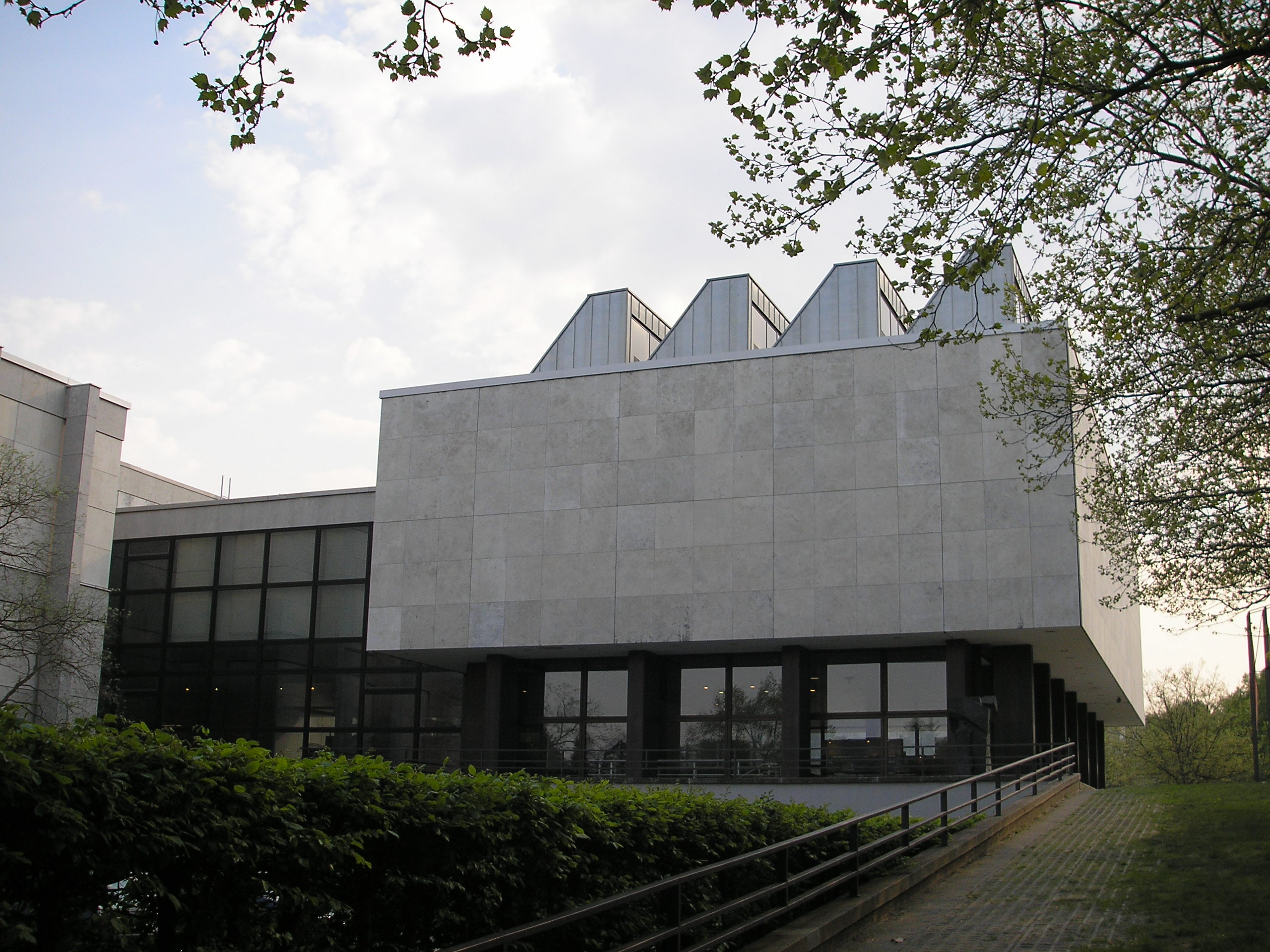
Museumszentrum Berlin-Dahlem

- 1934–1960: Design der Öfen, Herde und Aschenbecher für die Frank’schen Eisenwerke
- 1937: Wohnhaus Hackemann, Machaweg 12, Kleinmachnow
- 1946: Kollektivplan zur Neugestaltung Berlins
- 1948–1951: Stadion Wilmersdorf
- 1950–1963: Design der Stühle für die Stuhlfabrik Walter Krenzer Frohnhausen. Modell 710 bzw. Venus speziell für die Interbau 1957
- 1955–1957: Siedlung Mariendorf-Ost & Siedlung „Nachbarschaft Mariendorf“
- 1956: Kindertagesstätte für UNESCO, Hellespont 2, Berlin-Mariendorf
- 1957: 9-geschossiges Wohnhaus mit Walter Gropius für die Interbau, Händelallee 3–9, Berlin-Tiergarten
- 1959–1962: Spring-Projekt (Otto-Suhr-Siedlung) in Berlin-Kreuzberg
- 1960–1961: Grundschule „An der Kappe“, Borkzeile 34, Berlin-Spandau
- 1960–1962: Siedlung Düppel Süd, Berlin-Zehlendorf, Demonstrativ-Bauprogramm des Bundesministers für Wohnungsbau
- 1961–1962: Wohnsiedlung Charlottenburg Nord-Ost, Paul-Hertz-Siedlung
- 1964–1965: 5-geschossiges Mehrfamilienhaus, Kaiserstraße 122/123, Berlin-Mariendorf
- 1964–1969: Einkaufszentrum, Johannisthaler Chaussee 301–327, Berlin-Britz
- 1965–1969: Wohnsiedlung Gropiusstadt, 9-geschossiges Laubenganghaus und zwei 18-geschossige Wohngebäude, Berlin-Buckow
- 1966–1967: Umbau der ehemaligen Kasernen der Gardes du Corps in Berlin-Charlottenburg (Stülerbauten) zum Ägyptischen Museum (Nutzungsende 2005)
- 1965–1970: Neubau Völkerkundemuseum Dahlem, Berlin-Dahlem